# Щёголев, Николай Павлович
Николай Павлович Щёголев (6 мая 1928, Ленинград — 25 мая 1985, Самара) — советский артист балета, солист Куйбышевского театра оперы и балета в 1949—1973 годах. Заслуженный артист РСФСР (1956).

## Биография
В возрасте 9 лет, в 1937 году, пришёл с мамой во дворец пионеров поступать в изокружок, но набор в него был закончен, и мальчика отдали в кружок хореографии Дворца культуры имени Горького. Затем поступил в Ленинградское хореографическое училище, где среди его педагогов были Л. И. Большакова, А. И. Пушкин, М. Г. Тер-Степанов. С началом блокады был отправлен в эвакуацию, позже учился в кавалерийской школе, работал инструктором военно-конного дела. Затем на некоторое время вернулся в Ленинград. В 1946 году окончил Ленинградское хореографическое училище по классу А. И. Пушкина .
Диплома о хореографическом образовании не получил.
С 1946 года — артист Куйбышевского театра оперы и балета. Сначала выходил на сцену в кордебалете, потом ему стали поручать небольшие сольные партии. В первый же год в театре, выступая в массовке в опере «Аида», он был замечен и публикой, и критиками.
Его артистические возможности разглядела балетмейстер Наталья Данилова, пришедшая в театр в 1949 году. В том же году Щёголев получил свою первую крупную партию — хана Гирея в третьем составе балета «Бахчисарайский фонтана» в постановке Н. В. Даниловой. Танцевал эту партию многократно в течение ряда лет.
Николай Щёголев отличался атлетическим сложением, выразительной мимикой и пластикой. Критики отмечали его артистичность, хорошую технику, большой упругий прыжок. Один из самых темпераментных танцовщиков в истории самарского балета, он способствовал развитию техники и выразительности современного мужского танца в российской провинции.

Заглавная партия в «Дон Кихоте», бесстрашный юноша Фрондосо в «Лауренсии», Бахрам в «Семи красавицах», Абдерахман в «Раймонде» и, конечно, принцы в «Спящей красавице» и «Лебедином озере» — пластичный, изящный, по природе своей страстный, Щёголев был хорош и в героическом, и в лирическом репертуаре. Роскошный «Вальс» в «Летучей мыши», «Половецкие пляски» в «Князе Игоре», «Египетские ночи», «Эсмеральда», «Корсар» — невозможно перечислить все работы этого жадного до творчества, азартного артиста…
Щёголев усиленно работал над каждой ролью, танцевал, несмотря на травмы ног и позвоночника. В последние годы выходил на сцену уже не в танцевальных, а в пантомимных партиях.

## Репертуар
- Гирей, «Бахчисарайский фонтан» Б. В. Асафьева в постановке Н. В. Даниловой
- Базиль, «Дон Кихот» Л. Минкуса
- Фрондосо, «Лауренсия» Г. Крейтнера
- Бахрам, «Семь красавиц» К. Караева
- Абдерахман, «Раймонда» А. К. Глазунова
- Дезире, «Спящая красавица» П. И. Чайковского
- Зигфрид, «Лебединое озеро» П. И. Чайковского
- Принц, «Щелкунчик» П. И. Чайковского
- Ферхад, «Легенда о любви» Г. Крейтнера в постановке Н. В. Даниловой
- Ма Ли-чен и Капитан, «Красный цветок» Р. М. Глиэра
- Альберт, «Жизель» А. Адана
- Отелло, «Отелло» А. Д. Мачавариани
- Хулиган, ««Барышня и хулиган»» на музыку Д. Д. Шостаковича)
- Мизгирь, «Снегурочка» на музыку П. И. Чайковского
- Данила, «Каменный цветок» С. С. Прокофьева
- Амун, «Египетские ночи» А. С. Аренского
- Арджуна, «Читра» Ниязи
- Чёрт, «Вальпургиева ночь» из оперы Ш. Гуно «Фауст»
- Половец, «Половецкие пляски» из оперы А. П. Бородина «Князь Игорь»